# Пожарская, Лариса Григорьевна
Лариса Григорьевна Пожарская (девичья фамилия — Воробьёва; 15 марта 1947, Зарайск, Московская область — 18 февраля 2002, Москва) — космонавт-исследователь, старший научный сотрудник Института медико-биологических проблем Российской Академии Наук (ИМБП), кандидат медицинских наук (1986). Опыта космических полётов не имела.

## Биография

### Образование и профессиональная деятельность
Родилась 15 марта 1947 года в городе Зарайск Московской области в семье Воробьева Григория Александровича, (1898—1958), и Воробьевой Прасковьи Васильевны (1904 года рождения).
Окончила в 1966 году среднюю школу № 1 города Зарайск. Затем поступила в Московский медицинский стоматологический институт имени Н. А. Семашко, который окончила в 1972 году. Окончив институт, с 1972 по 1975 год, работала врачом-инспектором Московского областного отдела здравоохранения. С 1975 по 1977 год училась в клинической ординатуре Московского областного научно-исследовательского клинического института (МОНИКИ) им. М. Ф .Владимирского по специальности «Терапия и эндокринология». С 1977 по 1980 год работала там же младшим научным сотрудником.

### Космическая подготовка
31 октября 1979 года получила допуск Главной Медицинской Комиссии (ГМК) к специальным тренировкам, и в связи с зачислением в отряд космонавтов Института медико-биологических проблем РАН (ИМБП), была переведена из МОНИКИ в ИМБП.
Проходила техническую подготовку в НПО «Энергия» с декабря 1979 по июнь 1980 года.
30 июля 1980 года Государственная межведомственная комиссия (ГМВК) одобрила её кандидатуру в отряд космонавтов ИМБП (женский набор).
С 1980 по 1982 год проходила специальную медико-биологическую подготовку в клиниках Москвы. 5 августа 1980 года приказом министра здравоохранения СССР была зачислена в отряд космонавтов ИМБП. 5 октября 1981 года вступила в должность космонавта-исследователя. 28 ноября 1986 года Межведомственная квалификационная комиссия (МВКК) присвоила ей квалификацию «космонавт-исследователь».
10 марта 1993 года была отчислена из отряда космонавтов и работала старшим научным сотрудником в ИМБП.
С января 1986 года — кандидат медицинских наук.

## Смерть
Умерла 18 февраля 2002 года в Москве от онкологического заболевания. Похоронена на Миусском кладбище.